# Vijay Mallya

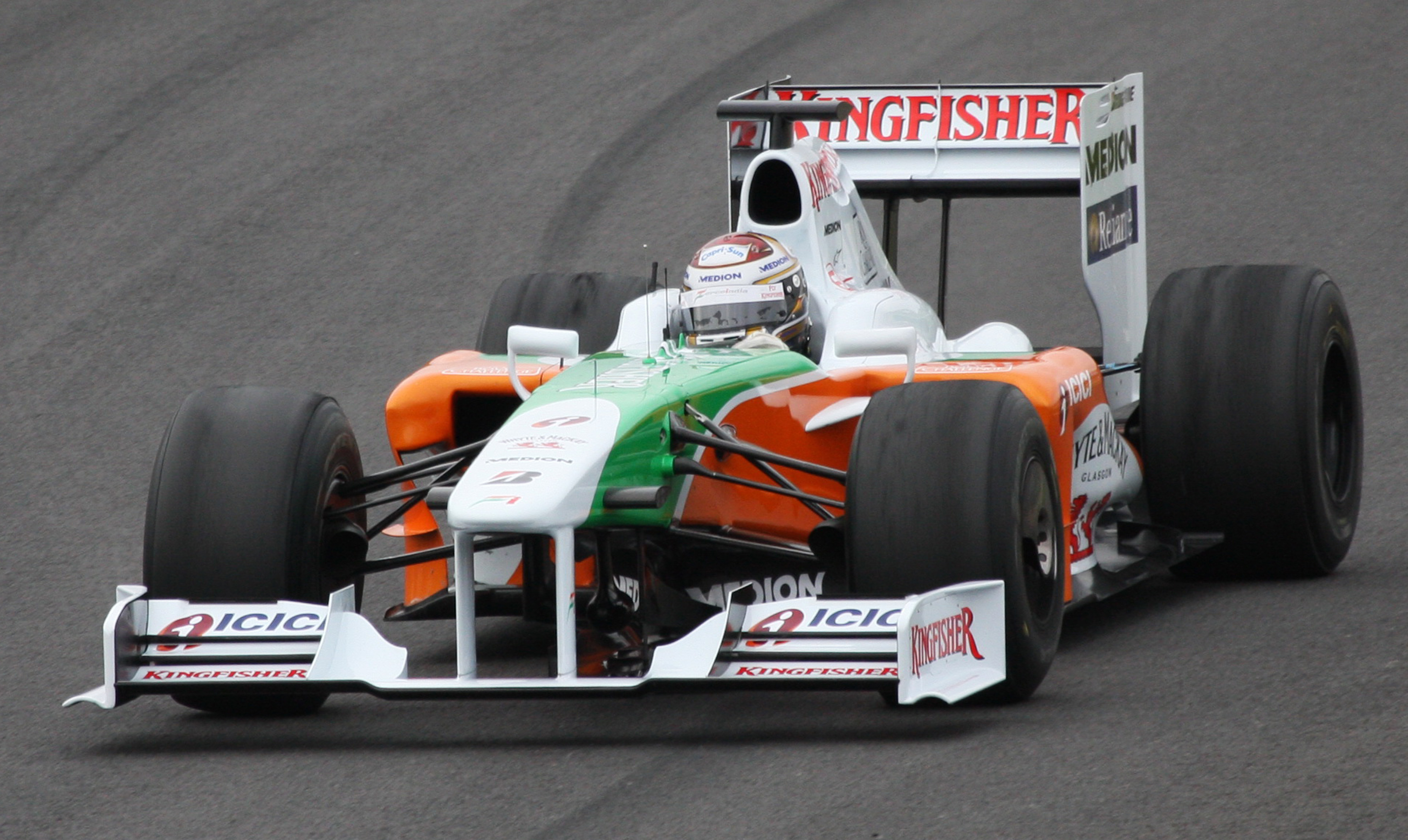
Adrian Sutil sur la VJM02 de Force India.

Vijay Vittal Mallya (né le 18 décembre 1955 à Calcutta, en Inde) est un homme d'affaires indien à la tête de nombreuses sociétés. Il dirige notamment depuis 1983 le groupe United Breweries Group (producteur de spiritueux) ainsi que la compagnie aérienne Kingfisher Airlines qu'il a créée en 2005.

## Biographie
À la tête de nombreuses sociétés, il dirige depuis 1983 le groupe United Breweries Group (producteur de spiritueux), ainsi que la compagnie aérienne Kingfisher Airlines (du nom des bières Kingfisher, le produit phare d'UB Group) qu'il a créée en 2005.
En septembre 2007, via le consortium Orange India Holdings dont il est avec le néerlandais Michiel Mol l'un des deux actionnaires, il s'est également porté acquéreur de l'écurie de Formule 1 Spyker F1 Team, qui a pris en 2008 le nom de Force India.
En 2008, il acquiert pour 111,6 millions d'US$ la franchise de Bangalore de l'Indian Premier League, une compétition de cricket nouvellement créée en Inde, et la baptise Royal Challengers Bangalore. Son fils aîné, Sidhartha Mallya, né le 7 mai 1987 à Los Angeles en est le dirigeant.
Outre le sport, Vijay Mallya aime aussi les bateaux, puisqu'il possède l'Indian Empress, un yacht de 95 mètres construit en 2000, et les belles propriétés, étant devenu acquéreur, en 2008, du Grand Jardin, seule propriété privée de l'île Sainte-Marguerite.
Selon le magazine Forbes, il était en mars 2010 classé comme la 937e fortune mondiale dans The Forbes World Billionaires Ranking (2010), avec 1 milliard de $.

## Controverses
Le 18 avril 2017, à la demande des autorités indiennes, Vijay Mallya, qui est poursuivi pour de nombreux délits (fraude fiscale, blanchiment d’argent, chèques sans provision, diversions illégales de fonds entre compagnies...)
dans son pays, est arrêté à Londres  et présenté devant la justice. L'Inde a demandé son extradition à la Grande-Bretagne.
Il est cité dans l'affaire des Panama Papers en avril 2016.
En novembre 2017, son nom est cité dans les révélations des Paradise Papers,.
En avril 2018, il est condamné par une cour civile maltaise à payer les 650 000 € de salaire des 24 membres d'équipage d'un yacht abandonné depuis septembre 2017.

## Distinctions
- Officier de la Légion d'honneur